# Потери авиации в Ливанской войне (1982)

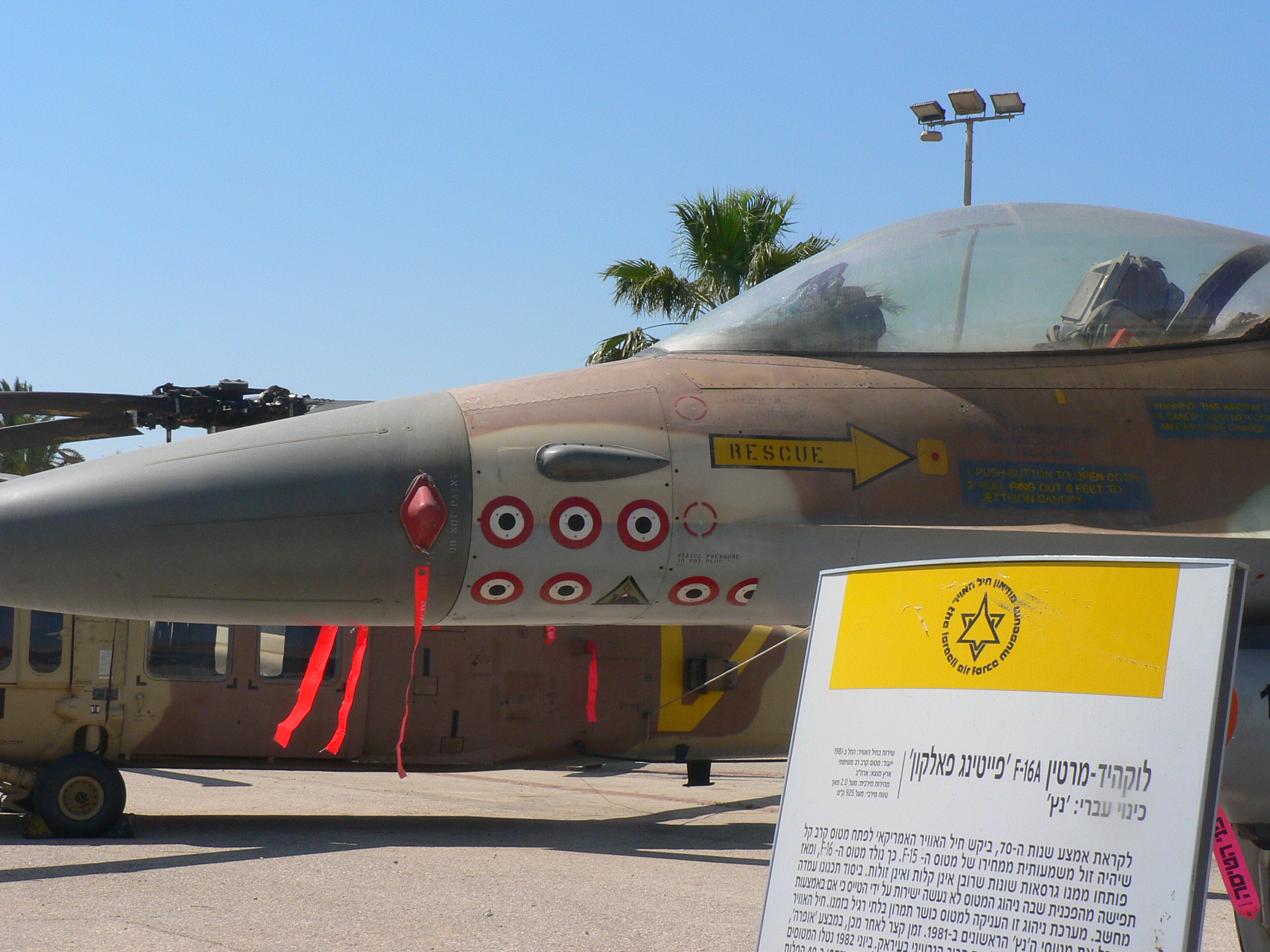
На фюзеляже израильского F-16 отмечены 6,5 воздушных побед над сирийскими самолётами и участие в налёте на иракский ядерный реактор

В данной статье рассматриваются потери военно-воздушных сил Израиля и Сирии во время Ливанской войны 1982 года. Хронологически обзор ограничен периодом с 6 по 11 июня 1982 года, на который приходится основная часть боевых действий между вооружёнными силами двух стран. Вся статистика касается потерь боевых самолётов (то есть потери вертолётов специально не рассматриваются).

## Обзор войны
Операция «Мир Галилее» (также известна как Первая ливанская война или вторжение Израиля в Ливан), проходившая в июне—августе 1982 года, не была «классическим» арабо-израильским военным конфликтом. В отличие от всех предыдущих ближневосточных войн, основным противником израильской армии в 1982 году были не регулярные арабские вооружённые силы, а военизированные ополчения, в первую очередь вооружённое крыло Организации освобождения Палестины (ООП). Хотя палестинские силы были сведены в три «дивизии», имевшие тяжёлое вооружение (включая танки), по своим боевым возможностям они уступали регулярным подразделениям. 
Первоначально объявленной целью израильской операции в Ливане было создание 40-километровой зоны безопасности на юге страны с целью прекращения ракетных обстрелов северных районов Израиля (Галилеи). Вторжение началось 6 июня и проходило по трём направлениям. Израильское руководство было намерено избегать вооружённых столкновений с силами сирийского миротворческого контингента, дислоцированного в Ливане с 1976 года; сирийцы поначалу также приняли меры по предотвращению возможных боевых контактов с израильтянами. Однако очень скоро израильские подразделения столкнулись с сопротивлением сирийцев на Центральном, а затем и на Западном направлениях. Ввиду этого было принято решение нанести удар по крупной сирийской группировке в долине Бекаа, представлявшей угрозу для правого фланга израильских сил. 9 июня армия Израиля атаковала позиции сирийцев и в течение двух дней добилась значительного (хотя и не полного) успеха. Эти бои проходили с активным использованием обеими сторонами бронетехники и боевой авиации.
В полдень 11 июня на Восточном и Центральном направлениях вступило в силу перемирие, однако на Западном направлении бои продолжались (уже без применения Сирией крупных наземных сил и авиации). Через несколько дней израильские войска вышли на южные подступы к Бейруту. Фактически теперь речь шла о ликвидации присутствия ООП в Ливане, что противоречило первоначальным заявлениям израильского руководства и было воспринято в самом Израиле весьма неоднозначно. Осада Бейрута продолжалась два месяца (до конца августа). Под военным давлением Израиля ООП была вынуждена согласиться на эвакуацию своих сил из Ливана, что и стало завершением операции «Мир Галилее». Дальнейшие события (убийство Башира Жмайеля, трагедия Сабры и Шатилы, ввод в Ливан международных сил, подписание израильско-ливанского мирного договора) значительно усложнили ситуацию; израильская армия оказалась втянута в борьбу с партизанским движением в оккупированных районах Ливана. В политическом плане ливанская кампания стала самой непопулярной войной в истории Израиля до этого времени и значительно подорвала международный престиж страны. В 1983—1985 годах основная часть израильских сил была выведена из страны, в дальнейшем (в период с июня 1985 года до мая 2000 года) под контролем ЦАХАЛ осталась «полоса безопасности» - 850 км² на юге страны (8 % территории Ливана).

## Краткая историография
Западные и официальные израильские данные исчерпывающе представлены в статье редактора сайта waronline.org Олега Грановского «Потери ВВС Израиля в Ливане». В ней материалы целого ряда ивритоязычных изданий и официальных публикаций ВВС Израиля сопоставлены с информацией российских исследователей.
Основная информация о применении сирийских истребителей МиГ-23 в войне исходит от Владимира Бабича, в период боевых действий служившего военным советником в Сирии. Наиболее детальное описание воздушной войны в Ливане (с сирийской перспективы) в российских источниках приводится в работах сотрудника ЦАГИ Владимира Ильина. В статьях Виктора Марковского и Александра Яворского освещается использование сирийскими ВВС истребителей-бомбардировщиков МиГ-23БН и Су-22. Некоторая информация может быть найдена в статьях бывшего главного военного советника в Сирии генерал-полковника Григория Яшкина. Работами указанных авторов российская библиография проблемы практически исчерпывается.
Для специалистов в области военной авиации Ливанская война 1982 года представляет интерес в первую очередь тем, что в ходе неё впервые массово были использованы истребители 4-го поколения (американские F-15 «Игл» и F-16 «Файтинг Фалькон» в составе ВВС Израиля). Согласно израильской версии событий, получившей распространение на Западе и не обошедшей стороной СССР, ВВС Израиля нанесли сирийской авиации тяжелейшие потери, не потеряв при этом ни одного самолёта в воздушных боях. Тем самым F-15 и F-16 продемонстрировали полное превосходство над советскими самолётами 2-го (ранние модификации МиГ-21) и 3-го (поздние МиГ-21 и ранние модификации МиГ-23) поколений. В ответ на это российские авторы в 1990-х годах опубликовали имевшуюся советскую информацию на этот счёт, утверждая, что воздушные бои над Ливаном велись как минимум на равных. Такая точка зрения получила широкое распространение в российских изданиях, хотя и нередко в искажённом виде, позволяющем говорить даже о победе сирийских ВВС.

В январе 1996-го журнал «Авиация и космонавтика» сообщил: во время боёв в Ливане летом 1982-го истребители сирийцев сбили шесть Ф-16, причём пять из них на счету старичков МиГ-23МФ в одной лишь схватке 8 июня 1982-го. Тогда сирийцы потеряли всего один «23-й». А вообще за период той войны израильтяне на новейших по тем временам Ф-16А уничтожили семь старых истребителей-бомбардировщиков Су-22М и несколько и вовсе старых вертолётов Ми-8. Подавляющее число побед падает на долю Ф-15.
Максим Калашников. Сломанный меч Империи. — М.: Крымский мост-9Д, 2001. — С. 58.

Как показано ниже, основная часть информации в этой цитате не соответствует действительности и опровергается как израильскими, так и советскими данными. Впрочем, в своей следующей книге «Битва за небеса» Максим Калашников привёл уже точную статистику о применении МиГ-23, исходящую от В. Бабича.

Впервые «Боевые соколы» F-16 были использованы в военных действиях над территорией Ливана. Именно к тому эпизоду относится утверждение, содержащееся в рекламных проспектах фирмы Дженерал Дайнемикс о том, что "в ходе боев в долине реки Бекаа летом 1982 г. израильские истребители F-16 уничтожили 45 «МиГов!». Конечно, ради престижа чего только не напишут. В жизни все было иначе. По данным советской разведки и наших военных советников, находившихся тогда в Сирии, израильские самолёты F-16A 8 июня 1982 года сбили над Ливаном сирийский истребитель МиГ-23МФ, а 10 июня — семь истребителей бомбардировщиков Су-22. Кроме того, в ходе конфликта «Файтинг Фолконы» уничтожили несколько сирийских вертолётов «Газель» и Ми-8. В то же время истребителями МиГ-21 и МиГ-23МФ ВВС Сирии в воздушных боях уничтожено, как минимум, шесть F-16A. Сирийские ВВС потеряли ещё пять МиГ-23МФ, сбитых израильскими F-15.
F-16A на сайте airwar.ru

Почти вся информация в этой цитате является ошибочной. Как показано ниже, точное число заявленных Израилем воздушных побед F-16 составляет 44 (в том числе лишь 1 вертолёт); не все из 7 потерянных Сирией Су-22 были сбиты истребителями противника; нет оснований говорить о том, сколько МиГ-23МФ было сбито F-15, а сколько — F-16, так как достоверная информация на этот счёт отсутствует.
Интересно отметить, что Ливанская война породила ещё один похожий оружейный спор — об эффективности советских танков Т-72 и израильских «Меркава». Публикации обеих сторон сообщают о разгроме танковых подразделений противника при полном отсутствии собственных потерь. Сравнительно новая версия тех событий позволяет предположить, что в действительности танки Т-72 и «Меркава» вообще не встречались на поле боя.
Основная информация о сирийском взгляде на эту войну исходит от В. Ильина, хотя он не указывает, какими конкретно источниками пользовался, сообщая лишь, что это советская и сирийская статистика (например, в книге «Многоцелевые зарубежные истребители»). Информация, приводимая О. Грановским, позволяет усомниться в тождественности сирийских и советских данных. Ссылаясь на книгу «История ВВС Израиля», Грановский сообщает, что за 10 июня сирийцы признали потерю у себя 7 самолётов, в то время как советские советники определили сирийские потери за день в 22 машины. В связи с этим все цифры, приводимые в отечественных источниках, в дальнейшем упоминаются как данные советских военных советников.

## Потери израильской авиации

### Потери израильской авиации по данным Израиля
Со ссылкой на официальные израильские данные Олег Грановский пишет, что в рассматриваемый период ВВС страны потеряли 1 самолёт. Это был штурмовик A-4 «Скайхок», сбитый утром 6 июня палестинскими боевиками из ПЗРК. Его пилот катапультировался и попал в плен, где провёл два с половиной месяца. Кроме того, в ходе боёв с сирийской авиацией получили повреждения два истребителя F-15 (один был подбит ракетой Р-60, попавшей в сопло одного из двигателей, второй был повреждён близким взрывом сбитого им МиГ-21), однако оба они благополучно вернулись на базу. Грановский отмечает, что информация о повреждённых самолётах может быть неполной.
После 11 июня было потеряно ещё два самолёта. Истребитель-бомбардировщик «Кфир» был повреждён сирийской зенитной ракетой 13 июня и разбился при заходе на посадку (пилот успешно катапультировался). Разведчик F-4 «Фантом» II был сбит двумя зенитными ракетами 24 июля, при этом один член экипажа погиб, другой попал в плен.

### Потери израильской авиации по советским оценкам
Победы сирийской авиации над израильскими самолётами достаточно подробно перечислены в работах В. Ильина («МиГ-23 на Ближнем Востоке» и «Многоцелевые истребители зарубежных стран»):
- 7 июня — сбиты два самолёта (оба — F-16)
- 8 июня — сбиты три самолёта (один F-16, два A-4)
- 9 июня — сбиты шесть самолётов (два F-15, два F-16, один F-4, один «Кфир»)
- 10 июня — сбиты десять самолётов (в том числе как минимум три F-15 и один F-16; типы остальных самолётов не сообщаются)
- 11 июня — сбиты три самолёта (все три — F-4)

Согласно данным Ильина, ВВС Сирии сбили за пять дней 24 израильских самолёта, включая пять F-15, шесть F-16, четыре F-4, два A-4, один «Кфир» и шесть самолётов, типы которых не установлены (во всяком случае, они не названы В. Ильиным). В то же время, согласно Г. Яшкину, на совещании Хафеза Асада с руководством генштаба было сообщено, что за четыре дня боевых действий сирийская авиация сбила 23 самолёта противника. Причина расхождений остаётся неясной, но в любом случае можно говорить о том, что по советским (и, возможно, сирийским) данным ВВС Сирии в воздушных боях сбили 23 или 24 израильских самолёта.
Однако В. Ильин, подводя итоги работы сирийской истребительной авиации, сообщает о сбитии ею 42 израильских самолётов в рассматриваемый период. Тем самым он противоречит как своему собственному перечню сирийских побед, приведённому в двух источниках, так и данным главного военного советника в Сирии. Причём эта цифра приводится в большинстве его публикаций (см., например, разделы о самолётах F-15 и F-16 в иллюстрированном справочнике «Боевая авиация зарубежных стран»). Лишь в своей ранней работе «Истребители» (1996), написанной совместно с М. Левиным, он дважды (в статьях о МиГ-23 и F-16) говорит о 23 израильских потерях в воздушных боях. Эта цифра присутствует и в статье «МиГ-23 на Ближнем Востоке» , но здесь же через три абзаца говорится о 42 сбитых. Так или иначе, цифра в 42 сбитых сирийской авиацией самолёта ничем не подтверждается, противоречит известной фактической информации и вряд ли может считаться правдоподобной и отражающей данные советских военных советников в Сирии.
Согласно Г. Яшкину, потери израильской авиации от зенитного огня были определены в 35 летательных аппаратов, из них 27 боевых самолётов (остальные, видимо, были беспилотными разведчиками, широко применявшимися израильтянами в ходе конфликта).
9 июня несколько сирийских офицеров доложили командованию, что видели падающий истребитель F-16, подробности этого инцидента до сих пор остаются неясными.

## Потери сирийской авиации

### Потери сирийской авиации по советским данным
Наиболее полные данные о потерях сирийской авиации в указанный период приведены в книге Ильина «Истребители зарубежных стран» и подтверждаются рядом других публикаций:
- МиГ-21 — потеряно 37 самолётов (в том числе 26 МиГ-21бис и 11 МиГ-21МФ)
- МиГ-23 — потеряно 24 самолёта (в том числе 6 МиГ-23МС, 4 МиГ-23МФ и 14 МиГ-23БН)
- Су-22М — потеряно 7 самолётов

Следует отметить, что по данным главного военного советника в Сирии Г. Яшкина только за один день 10 июня ВВС Сирии потеряли 4 МиГ-23МФ и 8 МиГ-23МС (то есть больше, чем по данным Ильина за весь период боёв).
Таким образом, всего ВВС Сирии потеряли 68 самолётов. В. Ильин утверждает, что все эти потери понесены в воздушных боях, и даже относит все сбитые МиГ-23БН и Су-22 на счёт израильских F-16, однако это утверждение ошибочно. Как указывает О. Грановский, в другой своей книге («МиГ-29, „Мираж-2000“, F-16. Звёзды четвёртого поколения») Ильин говорит только о девяти МиГ-23БН, сбитых F-16. В статье В. Марковского «Горячий июнь 1982-го» приведена информация об обстоятельствах потери всех четырнадцати МиГ-23БН. Для большинства самолётов причина потери указана достаточно неясно (вероятно, в некоторых случаях она не была установлена самими сирийцами), потеря нескольких машин отнесена к действиям израильских средств ПВО, и лишь для одного МиГ-23БН причиной потери однозначно указано поражение ракетой, выпущенной истребителем F-16. В статье О. Грановского описан случай сбития израильской ПВО одного МиГ-21. Из семи потерянных сирийцами Су-22 три самолёта, согласно статье А. Яворского «„Сухие“ — в огне», были повреждены осколками бомб, сброшенных с ведущего самолёта, после чего пилоты всех трёх самолётов катапультировались; интересно, что все три самолёта официально числятся потерянными от зенитного огня противника. Ещё один Су-22 разбился из-за нехватки топлива при возвращении на аэродром. Помимо этого Яворский сообщает, что 12 сирийских самолётов из числа общих потерь были сбиты собственной ПВО (В. Марковский со ссылкой на советских военных советников приводит менее категоричную оценку — 10—12 самолётов).
Из-за указанных неясностей нельзя определить, сколько всего сирийских самолётов было сбито истребителями противника, а сколько — зенитным огнём, хотя такая попытка делалась. В книге Ильина и Левина «Истребители» (1996) указано, что Сирия потеряла 67 летательных аппаратов (это должно подразумевать включение в цифру и вертолётов), в том числе 47 в воздушных боях и 20 от огня израильских ЗРК. Скорее всего, эта оценка опирается на раннюю статью Г. Яшкина. Здесь можно сделать следующие замечания. Во-первых, возникает расхождение с современными источниками в общей цифре потерь (67 ЛА по сравнению с 68 самолётами, причём известно, что Сирия действительно потеряла и несколько вертолётов — по Яворскому, 18 «Газелей»). Во-вторых, число потерь от ЗРК противника явно завышено (см. израильскую статистику ниже) — в него могли быть включены потери от собственной ПВО. В-третьих, выше указано, что, например, для ударных самолётов МиГ-23БН причины потери могут быть названы не во всех случаях. Из-за указанных обстоятельств данные Г. Яшкина по потерям сирийской авиации в воздушных боях и от огня с земли могут вызывать сомнение.

### Потери сирийской авиации по оценкам Израиля
Число воздушных побед ВВС Израиля в боях с сирийской авиацией в июне 1982 года обычно указывается как «более 80». Те источники, которые пытаются указать точное число, зачастую противоречат друг другу. По наиболее правдоподобным данным, приводящимся у Грановского, всего в период 6—11.6.1982 израильская авиация сбила 82 ЛА, в том числе 80 самолётов и 2 вертолёта противника:
- F-15 сбили 36 самолётов и 1 вертолёт
- F-16 сбили 43 самолёта и 1 вертолёт
- F-4 сбили 1 самолёт

По дням это выглядит следующим образом:
- 7 июня — сбит 1 самолёт
- 8 июня — сбито 3 самолёта
- 9 июня — сбито 29 самолётов
- 10 июня — сбито 29 самолётов и 1 вертолёт
- 11 июня — сбито 18 самолётов и 1 вертолёт

До конца июня израильская авиация сбила ещё два сирийских самолёта (итого 84 летательных аппарата за июнь), а за всё лето — 87 летательных аппаратов. В некоторых публикациях говорится о 102 воздушных победах ВВС Израиля в ходе Ливанской войны. В действительности известно, что в период с 27 июня 1979 года (первый воздушный бой над Ливаном) по 11 июня 1982 года (прекращение активной войны в воздухе) израильским пилотам официально засчитано 103 победы над летательными аппаратами противника.
Определить, сколько самолётов каких типов было сбито F-15 и F-16, не представляется возможным. Некоторые англоязычные источники позволяют собрать такую статистику, однако её достоверность и точность будет неудовлетворительной.
Относительно других потерь сирийской авиации Грановский со ссылкой на книгу «Истребители над Израилем» сообщает, что за весь июнь 1982 года сухопутным войскам и ПВО Израиля засчитано 7 сбитых летательных аппаратов противника, среди которых были вертолёты, а ещё 3 вражеских ЛА потеряно по неизвестным причинам (здесь возможен двойной подсчёт). Итого израильская статистика сообщает о потере сирийцами примерно 90 летательных аппаратов за июнь.

## Общая оценка потерь
Как видно из вышеприведённой статистики, в период с 6 по 11 июня 1982 года ВВС Израиля признали потерю в Ливане 1 боевого самолёта, в то время как сирийской стороной заявлено об уничтожении 50—51 самолёта (23—24 в воздушных боях и 27 огнём ПВО). ВВС Сирии за тот же период признали потерю 68 боевых самолётов, но израильская сторона сообщила об уничтожении 80 самолётов в воздушных боях и до 7 летательных аппаратов огнём ПВО (нет данных, подтверждающих, что все 7 ЛА, среди которых были и вертолёты, сбиты именно в рассматриваемый период).
Информация о собственных потерях, как правило, является достаточно точной, если речь не идёт о случаях военной пропаганды. Гораздо менее точной бывает информация об одержанных воздушных победах; это зачастую связано не только с пропагандой, но и с совершенно объективными обстоятельствами, затрудняющими определение судьбы атакованного или повреждённого самолёта противника. Например, в исследовании Игоря Сейдова «„Красные дьяволы“ в небе Кореи» (М.: Яуза, Эксмо, 2007), посвящённом Корейской войне, приведено множество случаев, когда и американские, и советские пилоты уверенно записывали на свой счёт вражеский самолёт, на самом деле благополучно вернувшийся на свой аэродром. Имели место и обратные случаи, когда пилот даже не подозревал о том, что подбитый им самолёт разбился в результате полученных повреждений или был списан.
Соотношение возможностей сторон в ходе воздушных боёв над Ливаном В. Ильин описывает так:

Некоторый перевес в воздушных боях в пользу Израиля можно объяснить, кроме разницы в боевых возможностях авиационной техники, более широким использованием самолётов ДРЛО и РЭБ, лучше отработанной тактикой боевого применения истребительной авиации, а также более высокой летной и тактической подготовкой израильских летчиков-истребителей.

Из этого следует:
- МиГ-23 уступал по боевым возможностям самолётам следующего поколения F-15 и F-16, не говоря уже о более старом МиГ-21. В частности, как сообщает В. Бабич, из шести потерянных Сирией МиГ-23МФ три самолёта были сбиты в результате затягивания в манёвренный воздушный бой, причём побед в таких боях у пилотов МиГ-23МФ не было: все заявленные сбитые самолёты противника уничтожены ракетами на дистанции 5—9 км[19].
- Израиль использовал четыре самолёта дальнего радиолокационного обнаружения E-2, в то время как Сирия не располагала ни одним самолётом ДРЛО. Кроме того, наведение сирийских истребителей с земли было крайне ограниченным. Израильтяне также активно вели радиоэлектронную борьбу, чего с сирийской стороны не наблюдалось.
- ВВС Израиля применяли более совершенную тактику воздушного боя, чем ВВС Сирии.
- Израильские пилоты превосходили сирийских по общему уровню подготовки.

К этому можно добавить, что израильская авиация имела существенное численное превосходство. Самыми современными сирийскими истребителями были 24 МиГ-23МФ, которым ВВС Израиля противопоставили около 40 F-15 и около 70 F-16. Все эти факторы объясняют, почему даже по советским данным результаты воздушной войны были в пользу израильтян. Как указывалось выше, сирийским пилотам было засчитано уничтожение пяти F-15, шести F-16 и ещё шести самолётов без указания типов. Маловероятно, чтобы все шесть неопознанных самолётов были истребителями F-15 и F-16, но даже если допустить такую возможность, получается, что Израиль потерял от 11 до 17 самолётов класса «истребитель» («Кфиры» и «Скайхоки» использовались исключительно в роли штурмовиков, а «Фантомы» привлекались к воздушным боям лишь эпизодически). Если учесть, что потери истребительной авиации Сирии составили 47 самолётов (шесть МиГ-23МФ, четыре МиГ-23МС, тридцать семь МиГ-21, из которых один был сбит израильскими зенитными частями и, возможно, ещё несколько — своей ПВО), то получается, что соотношение потерь истребителей составляло от 1:2,5 до 1:4 в пользу ВВС Израиля. Конечно, даже такая статистика противоречит официальным израильским цифрам.
О. Грановский высказывает мнение, что советская картина воздушной войны над Ливаном выглядит малодостоверной, и приводит ряд аргументов. Помимо чисто теоретических выкладок, он говорит об отсутствии материальных свидетельств больших потерь израильской авиации. Сбитие примерно 50 самолётов неизбежно должно было привести к пленению хотя бы нескольких израильских лётчиков, однако свидетельств, подтверждающих факты такого пленения, нет. Известно, что палестинцы взяли в плен пилота единственного сбитого ими «Скайхока» Ахарона Ахиаза и позднее освободили его. Широко известна судьба троих израильских танкистов, взятых сирийцами в плен при Султан-Якубе 11 июня 1982 года и до сих пор числящихся пропавшими без вести. Никаких других подобных случаев в июне 1982 года не было. Сирийская сторона не продемонстрировала никаких обломков предположительно сбитых израильских самолётов, хотя должна была бы иметь их в своём распоряжении. Наконец, Грановский отмечает отсутствие у сирийцев данных объективного контроля (кадров фотопулемёта, подтверждающих сбитие). Так, истребители МиГ-23 сбили 7 самолётов противника, но ни один из одержавших победу МиГов не сумел вернуться на базу: все они сразу же сбивались израильской авиацией. Вместе с самолётом терялась и запись, сделанная фотопулемётом. Вероятно, победы сирийским пилотам засчитывались на основе их собственных слов и, возможно, свидетельств их ведущих/ведомых, если таковые принимали участие в бою. В. Бабич следующим образом описывает воздушный бой 7 июня, по итогам которого пилотам МиГ-23МФ было засчитано две победы:

Цель была обнаружена на экране РЛС на дальности 25 км, захват — 23 км, пуск — 9 км на встречном курсе (высота цели — 1600 м, высота перехватчика — 1300 м). Летчик визуально наблюдал, как F-16 взорвался после попадания. Истребитель был выведен из атаки, но летчик обнаружил на экране ещё два самолёта противника. Начал сближение, захватил цель на дальности 10 км и выполнил пуск на 7-8 км. По докладу летчика, был сбит второй F-16.

Из этого описания следует, что обе победы засчитаны сирийскому лётчику на основе его устного свидетельства — видимо, иных подтверждений не имелось. Описание победы 9 июня:

Первыми в 14.17 взлетели Назах и Эено, которые проследовали в район прикрытия на малой высоте. Работать летчикам пришлось в условиях сильных радиопомех. Следуя по долине в правом пеленге в густой дымке, пара разомкнулась до 5 км. Ведомый потерял ведущего из виду и в районе Бейрута развернулся на юг. Назах доложил, что сбил F-16 и идет на посадку, но на этом связь оборвалась (снова появились сильные радиопомехи), и с задания он не вернулся.

В данном случае очевидно, что единственным подтверждением уничтожения израильского F-16 был доклад пилота по радиосвязи. Разбора боя не было (пилот погиб), свидетелей боя с сирийской стороны не было. В конце статьи В. Бабич уточняет, что так подтверждались все победы пилотов МиГ-23МФ: «В целом эскадрилья МиГ-23МФ с 6 по 11 июня выполнила 52 самолёто-вылета… По докладам лётчиков, сбито 5 самолётов противника…». Такая система учёта воздушных побед не может быть признана надёжной. К примеру, как указывает И. Сейдов, в 1951 году советским лётчикам, принимавшим участие в Корейской войне, победа зачислялась при наличии двух подтверждений: доклада самого лётчика и съёмки фотопулемёта. По мнению Сейдова, даже плёнки фотоконтроля не всегда были убедительным доказательством уничтожения самолёта противника. Позднее были созданы наземные группы, занимавшиеся поиском обломков сбитого самолёта, и теперь к двум подтверждениям требовалось ещё и третье: наличие обломков (в результате чего количество подтверждённых воздушных побед уменьшилось). Если бы в ВВС Сирии существовала аналогичная практика, то вполне возможно, что пилотам МиГ-23 не было бы засчитано ни одной победы.
На основе проведённого анализа можно заключить, что советские данные об уничтожении в Ливане в период 6—11 июня 1982 года примерно 50 израильских самолётов не подкреплены убедительными доказательствами — обломками, кинохроникой, данными объективного контроля, наличием пленных пилотов противника. Сомнительнее всего выглядит информация о победах ВВС Сирии. В. Ильин сообщает об одном случае, когда поражение израильского самолёта было зафиксировано фотопулемётом: на этих кадрах видно, как ракета Р-60, выпущенная истребителем МиГ-21, попадает в сопло F-16. Но О. Грановский упоминает о полностью идентичном случае, за исключением того, что поражён был не F-16, а двухдвигательный F-15, сумевший благополучно вернуться на свою базу. Вне зависимости от того, кто прав в данном случае, на основании одной записи невозможно утверждать о достоверности других побед сирийской авиации. Можно также отметить, что современные данные российских военных экспертов об израильских потерях совпадают с официальной израильской статистикой (1 сбитый «Скайхок»).
Официальная оценка воздушных побед ВВС Израиля в целом подтверждается современными данными российских военных экспертов (полковник Пётр Моисеенко, кандидат военных наук; генерал-майор Валентин Тарасов, кандидат военных наук, профессор), сообщающих, что в первую неделю боёв было сбито 86 сирийских самолётов. Однако установить результативность для истребителей F-15 и F-16 затруднительно. Израильские данные говорят о примерно равном числе побед у обоих типов (36 и 43 соответственно, без учёта вертолётов) при том, что F-16 было вдвое больше, чем F-15. Проследить это по советским данным нельзя из-за их неполноты (в частности, невозможно установить, самолётами какого типа были сбиты МиГ-23МФ пилотов Назаха, Сайда и Зофие 9 июня, а также сомнительно, кем был сбит пилот Диб). В советской статистике есть и явные ошибки: так, МиГ-23МФ, потерянный 8 июня, считается сбитым F-16, но О. Грановский сообщает, что все три победы в тот день были одержаны F-15.

## Оценки западных источников
По информации независимого австрийского исследователя Тома Купера, сирийские истребители МиГ-21 претендуют на 2 подтвержденных воздушных победы ( 1 «Кфир» и 1 «Фантом» ). По информации исследователя Ефима Гордона сирийцы также претендуют на 2 воздушных победы..
В книге Дэвида Николя «Арабские МиГ-19 и МиГ-21 в бою» имеется фотография обломков «Фантома» сбитого МиГ-21 10 июня.
По сведениям исследователей Стива Дэвиса и Дуга Дилди, Сирия потеряла 88 самолетов. Потери Израиля оцениваются в 1 F-16, 1 F-4, 1 «Кфир», 2 A-4 и несколько вертолетов.
По данным американского исследователя Ближнего Востока Йезида Сайига от 13 до 17 израильских самолётов получили значительные повреждения и 5 из них вероятно были списаны.

## Потери беспилотных летательных аппаратов
В ходе вторжения в Ливан Израиль использовал беспилотные летательные аппараты. Точное количество потерянных израильских БПЛА остается неизвестным, 1 БПЛА «Файрби» 6 июня был сбит сирийским МиГ-23 .